# Emphreus ferruginosus
Emphreus ferruginosus är en skalbaggsart som först beskrevs av White 1858.  Emphreus ferruginosus ingår i släktet Emphreus och familjen långhorningar.
Artens utbredningsområde är Moçambique. Inga underarter finns listade i Catalogue of Life.